# Bursera rupicola
Bursera rupicola är en tvåhjärtbladig växtart som beskrevs av León de la Luz. Bursera rupicola ingår i släktet Bursera och familjen Burseraceae. Inga underarter finns listade i Catalogue of Life.